# 皮爾克 (科迪勒拉省)
33°38′S 70°33′W / 33.633°S 70.550°W

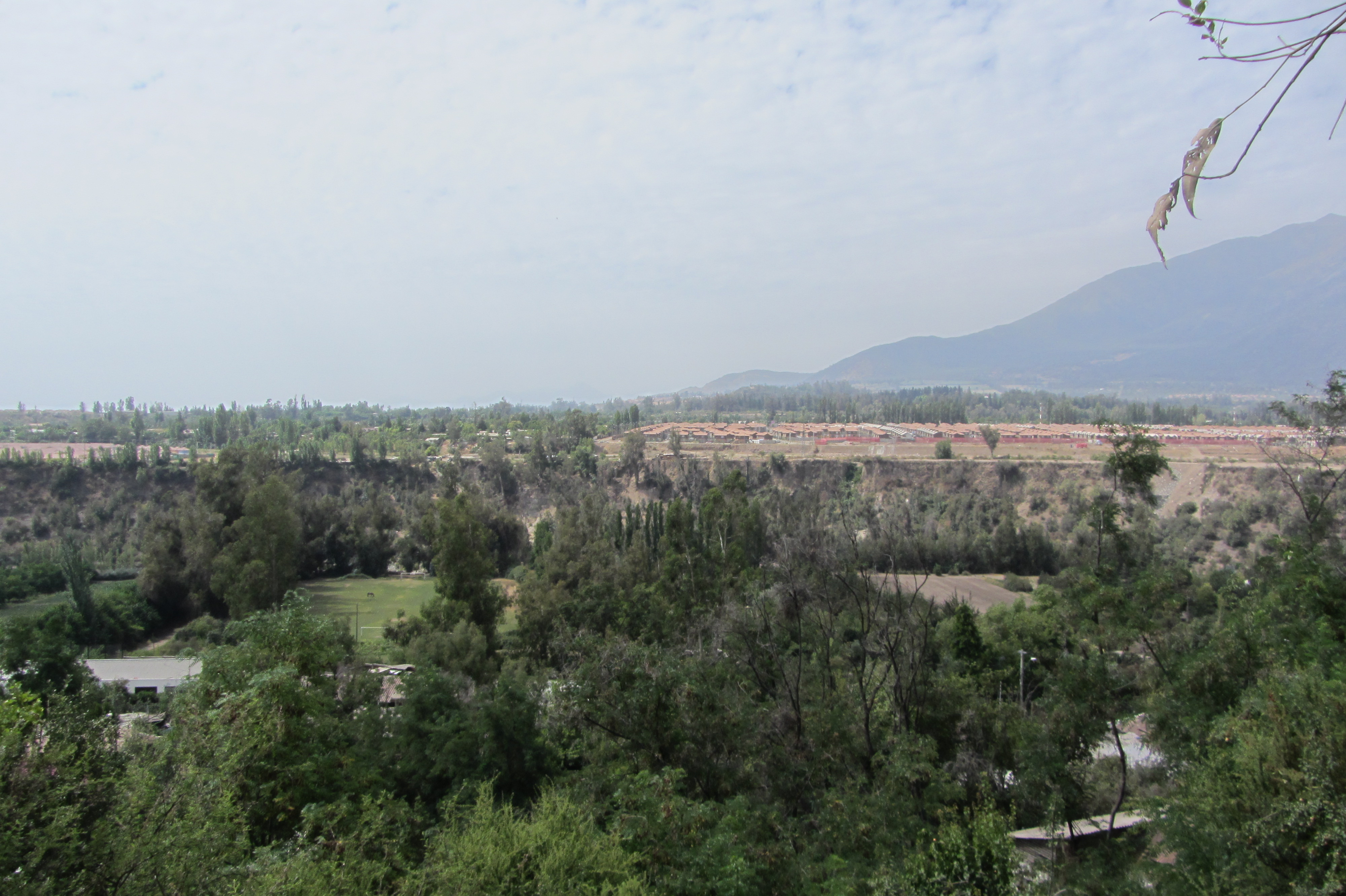

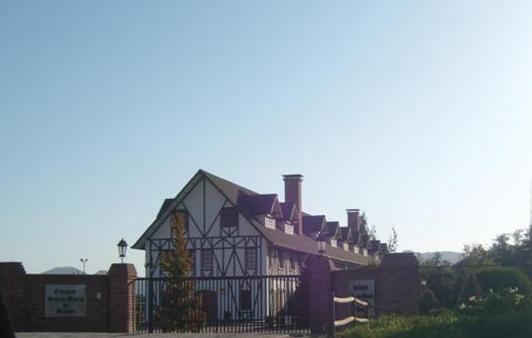

皮爾克（西班牙語：Pirque），是智利的城鎮，位於該國中部聖地亞哥首都大區的科迪勒拉省，處於聖地亞哥-德智利東南面21公里，面積445.3平方公里，2002年人口16,565人，人口密度每平方公里37人。